# آكميني
آكميني (بالإنجليزية: Akmenė) هي منطقة سكنية تقع في ليتوانيا في Akmenė district municipality.[بحاجة لمصدر] يقدر عدد سكانها بـ 2,813 نسمة.

## المدن التوأمة
مدينة كونين هي مدينة توأمة لـآكميني.